# Atriklinès
L’atriklinès (en grec byzantin ἀτρικλίνης, atriklínes) est dans l'Empire byzantin l'officier palatin chargé de l'étiquette, des questions de préséance, spécifiquement de l'ordre dans les banquets impériaux.

## Histoire
Le nom provient du mot latin triclinium, désignant les salles de banquet en usage dans l'Antiquité tardive et sous une forme dérivée dans l'Empire byzantin. La fonction est attestée dans le Taktikon Uspensky (milieu du IXe siècle) ainsi que par un sceau du VIIIe siècle. Après le XIe siècle, son sort est incertain.
L'atriklinès est un fonctionnaire de cour responsable de l'organisation des fêtes et banquets au Grand Palais,. En plus du maintien de l'étiquette en ces occasions, il est chargé de faire respecter l'ordre de préséance selon la hiérarchie aulique,. Pour ce faire, il utilise une liste appelée kletorologion (κλητορολόγιον), recensant les dignitaires et fonctionnaires possédant le droit d'être reçus au palais impérial ; cette liste fait l'objet de modifications lors de la création ou de la suppression de certaines fonctions, ou de changement de rang.
L'auteur du Kletorologion de 899 (le seul ayant survécu), Philothée, est un atriklinès titré protospatharios,.